# Алексий (Буй)
Епископ Алекси́й (в миру Семён Васи́льевич Буй; 1892, посёлок Ксениевский, Томский уезд, Томская губерния — 3 ноября 1937, урочище Сандормох, Карельская АССР) — епископ Русской православной церкви, епископ Уразовский, викарий Воронежской епархии. Один из лидеров оппозиционного «иосифлянского» движения.

## Биография
Родился в 1892 году в посёлке Ксениевский Ново-Кусковской волости Томского уезда Томской губернии (ныне — город Асино в Томской области), в семье крестьян, переселившихся в Сибирь из Витебской губернии.
Окончил приходское и духовное училища в Томске, после чего служил в церковно-приходской школе. Состоял делопроизводителем Красноярского Знаменского монастыря.
Одновременно заочно учился в Красноярской духовной семинарии; в 1915 году сдал экзамены за четвёртый класс, но дальше не смог учиться из-за нехватки средств.
В начале сентября того же года поступил келейником в Архиерейский дом в Томске к архиепископу Томскому и Иркутскому Анатолию (Каменскому). Кроме того, становится слушателем Томской духовной семинарии.
29 сентября 1915 года был пострижён в мантию с именем Алексий, а 11 октября того же года рукоположён во иеродиакона, заведовал канцелярией архиепископа Томского и Иркутского.
4 апреля 1917 года рукоположён в сан иеромонаха, продолжал работу в канцелярии. В том же году окончил Томскую духовную семинарию.
В 1918 году стал преподавателем Бийского катехизаторского училища, исполняя обязанности инспектора.
Осенью 1919 года вернулся в Томск, был личным секретарём архиепископа Томского и Иркутского Анатолия (Каменского).
В середине 1920 года вслед за переведённым на Иркутскую кафедру епископом Анатолием (Каменским) переехал в Иркутск, поступил в Князь-Владимирский мужской монастырь, а 27 июня 1922 года назначен его настоятелем.
Осенью того же года, видимо, за непризнание обновленческого Епархиального управления, был арестован по обвинению в «контрреволюционной деятельности», через три месяца освобождён и вызван в Москву. Затем он был оправдан судом, но вынужден был уехать из Иркутска.
21 апреля 1923 года принят в Самарскую епархию, где архиепископом Анатолием (Грисюком) назначен настоятелем Александро-Невского мужского монастыря Бугульминского уезда Самарской губернии с возведением в сан архимандрита.
Архиепископ Анатолий задумал сделать архимандрита Алексия своим викарием с кафедрой в Бугульме, но не успел до своего ареста. Вопрос пришлось решать срочно в конце 1923 года.

### Епископ
19 декабря 1923 / 1 января 1924 года собравшиеся в Уфе епископы: Довлекановский Иоанн (Поярков), Стерлитамакский Марк (Боголюбов) и Байкинский Вениамин (Фролов) подписали решение: «…святые Божии церкви соседней к Уфе православной епископии Самарской лишены в настоящие дни главенствующего руководителя жизни церковной, а также и то, что в сей епископии не имеется ни одного православно-мудрствующего епископа, состоящего в нелицемерном общении с прочими православными епископами Заволжья и облечённого хотя бы частью архиерейских полномочий, нижеподписавшиеся епископы за благо рассудили учредить в г. Бугульме Самарской епархии кафедру викарного епископа, об открытии которой донести Святейшему Патриарху». Обосновывая своё решение, епископы ссылались не только на желание архиепископа Анатолия и известность архимандрита Алексия жителям Бугульмы, но и на то, что «содержание одного кандидата во епископы не потребует особых расходов, так как он занимает место настоятеля общины и получает от неё довольствие».
В тот же день в Никольской крестовой церкви Уфы состоялись наречение и епископская хиротония архимандрита Алексия во епископа Бугульминского, викария Самарской епархии, которую совершили: епископ Уфимский Борис (Шипулин), епископ Довлекановский Иоанн (Поярков), епископ Стерлитамакский Марк (Боголюбов) и епископ Байкинский Вениамин (Фролов).
Хиротония была совершена без предварительного одобрения патриарха Тихона, несмотря на ответную телеграмму патриарха Тихона уфимским архиереям с предложением временно воздержаться от неё до выяснения ситуации и представить все данные об архимандрите Алексии. Сообщая об этой хиротонии в рапорте патриарху Тихону от 5 января 1924 года, епископ Иоанн (Поярков) писал, что епископ Алексий был рукоположён «без поручения дел управления, ожидая утверждения от Патриарха» и просил «извинить за самостоятельное совершение хиротонии, но причиною была крайняя нужда и счастливый случай — собрание 4 епископов». Впоследствии, в 1928 году, в справке, составленной канцелярией Патриаршего Священного Синода при Заместителе Патриаршего Местоблюстителя говорилось, что епископ Алексий обманным путём «в годы церковной разрухи» добился «продвижения себя по иерархической лестнице» из келейников во епископы.
Видимо, из-за этого епископ Алексий отбыл в Москву, где встретился с патриархом Тихоном, который признал его хиротонию и 13 марта того же года назначил епископом Петропавловским, викарием Омской епархии.
12 апреля 1925 года подписал акт о передаче высшей церковной власти митрополиту Петру (Полянскому).
Вскоре назначен епископом Семипалатинский, викарием Омской епархии, два месяца управлял Екатеринбургской епархией.
В октябре 1925 года назначен епископом Велижским, временно управляющим Витебской епархией. В Велиже ни разу не побывал.
12 января 1926 года участвовал вместе с митрополитом Сергием (Страгородским) в состоявшейся в Нижнем Новгороде архиерейской хиротонии Димитрия (Любимова), с которым тогда впервые встретился.
В феврале 1926 года назначен епископом Козловским, викарием Тамбовской епархии с правом управления приходами Тамбовского и Кирсановского уездов.
Весной того же года арестован, отправлен в Москву, в течение шести месяцев находился в Бутырской тюрьме Москвы.
28 февраля 1927 года Заместителем Патриаршего Местоблюстителя архиепископом Угличским Серафимом (Самойловичем) назначен управляющим Воронежской епархией с оставлением епископом Козловским.
Положение в Воронежской епархии на рубеже 1926—1927 годов оказалось весьма сложным. Обновленчество, пошедшее на убыль при архиепископе Петре (Звереве), с его арестом воспрянуло. Власти по-прежнему стремились использовать обновленцев для дискредитации православного духовенства. Им было передано большинство храмов в Воронеже, в их же руках находился Митрофановский монастырь.
13 июля 1927 года Алексий был назначен епископом Уразовским, викарием и временным управляющим Воронежской епархией и с ведома гражданских властей переехал в Воронеж для управления епархией.
На приезд епископа Алексея (Буя) воронежские обновленцы отреагировали спокойно, не видя в нём серьёзного соперника: «В августе месяце в Воронеж прибыл новый епископ Алексей Буй из Козлова. Новый тихоновский архиерей не произвёл никакого впечатления на верующих и, по всей видимости, представит собой противника не очень опасного и не сильного».
Сразу же по прибытии в Воронеж епископ Алексей взял под своё особое покровительство ссыльных священников, назначая их на лучшие приходы города. При этом по отношению к «местным кадрам» епископ Алексей вёл себя вызывающе. По донесению осведомителей, «имея вспыльчивый характер, в обращении с посетителями и окружающими позволяет себе быть необыкновенно резким и грубым: нашуметь, накричать, выпроводить за дверь, толкнуть, обозвать дураком (даже при богослужении) — это у него обычное явление. Православным духовенством он не управляет, а ведёт с ним, можно сказать, расправу; по мнимым поводам и за самые маловажные проступки лишает священников мест и запрещает в священнослужении».
На епископа Алексия стали поступать жалобы к Заместителю Патриаршего Местоблюстителя митрополиту Сергию (Страгородскому). Митрополит Сергий и члены Временного Патриаршего Синода при нём «отнеслись к этим жалобам с полной серьёзностью, и епископу Алексею предстояла перспектива в ближайшем времени быть снятым с Воронежской кафедры, а может быть даже и запрещённым в священнослужении».
С октября 1927 года в Воронеже стали распространяться «документальные летучки скабрёзного характера, что он не епископ, отрекался от Бога, прохвост, жулик, педераст и прочее». В некоторых приходах верующие стали требовать от духовенства, чтобы оно «выявило личность епископа Алексея». Священники поначалу отказывались от подобной щекотливой миссии, «находя это неудобным, невоспитанным», а затем решили проинформировать епископа Алексея о распространяемых слухах. 10 января 1928 года содержание слухов изложил епископу Алексию протоиерей Тихон Гарницкий и потребовал предоставить верительную грамоту о хиротонии, чтобы положить конец всем разговорам. О подробностях этого разговора протоиерей Тихон сообщил в письме митрополиту Сергию (Страгородскому): «После упорного отказа, после угроз лишить меня места, сана и должности благочинного, он дал мне справку патриаршего местоблюстителя от 29 декабря 1927 г. за № 7895-м о том, что он православный епископ и определён управлять Воронежской епархией 13 июля 1927 г.». Далее он пишет, что «от имени сельского духовенства я потребовал от него следующее: своими деяниями и действиями не компрометировать епископский сан, в личной жизни скрасить семейный оттенок, городские церкви очистить от ссыльных священников, так как это набрасывает тень на всех. Все эти требования Алексей Буй обещал исполнить».

### Деятель «буевского» движения
Первоначально принял «Декларацию» Заместителя Патриаршего Местоблюстителя митрополита Сергия (Страгородского) и членов Временного Патриаршего Синода при нём. Примечательно и то, что епископ Алексий не опротестовал указ митрополита Сергия от 21 октября 1927 года о богослужебном поминовении государственной власти по формуле: «О богохранимой стране нашей, о властях и воинстве ея, да тихое и безмолвное житие проживём во всяком благочестии и чистоте» и об отмене поминовения епархиальных архиереев, находящихся в ссылке, в то время как на состоявшемся 24 октября собрании воронежского духовенства и мирян, «для заслушания Декларации», несколько священников городских приходов выразили недоверие митрополиту Сергию. О его единстве с митрополитом Сергием вплоть до января 1928 года говорит и вышеупомянутая справка Заместителя патриаршего местоблюстителя от 29 декабря 1927 г. за № 7895.
Однако к январю 1928 года его позиция меняется. По предположению историка Николая Сапелкина, епископ Алексей решил порвать отношения с митрополитом Сергием, чтобы упредить его кадровое решение в отношении себя.
22 января 1928 года, поддержанный ссыльными священниками С. Д. Гортинским, П. Новосельцевым, И. Пироженко, Н. А. Пискановским, В. П. Чиликиным и другими, епископ Алексей обратился с посланием к православному духовенству и мирянам епархии:

Мы, к великому нашему прискорбию, обнаружили в последних деяниях возвратившегося к своим обязанностям заместителя Патриаршего местоблюстителя митрополита Сергия стремительный уклон в сторону обновленчества, превышение прав и полномочий, предоставленных ему, и нарушение св. канонов… Своими, противными духу Православия, деяниями митрополит Сергий отторгнул себя от единства со Святой, Соборной и Апостольской Церковью и утратил право предстоятельства Русской Церкви… Все распоряжения и прещения… митрополита Сергия и его Синода, как сродные обновленчеству и григорианству, признаются недействительными и никакого значения для нас не имеют
Признал своим «высшим духовным руководителем» митрополита Иосифа (Петровых). Послание было доставлено келейником епископа Алексея, священником Стефаном Степановым, митрополиту Иосифу (Петровых), который одобрил послание, но отказался административно возглавить воронежское духовенство и поставил резолюцию: «Управляйтесь сами, самостоятельно — иначе погубите и меня и себя».
27 января 1928 года Заместителем Патриаршего Местоблюстителя митрополитом Сергием и Временным Патриаршим Синодом при нём «за раскол и произведённую им церковную смуту на основании 34 Апостольского правила, 13, 14 и 15 правил двукратного Собора освобождён от управления епархией и уволен на покой с запрещением в священнослужении и преданием каноническому суду православных епископов». Одновременно Временное управление Воронежской епархией поручалось епископу Богучарскому Владимиру (Горьковскому), который объявил пастве об отпадении Алексия от Церкви.
Епископ Алексий, в свою очередь, «не благословил» общение с епископом Владимиром, решений Временного Патриаршего Синода не признал, получил поддержку значительной части приходов епархии. Всего в юрисдикции епископа Алексия осталось более 80 приходов, а центром «иосифлянского» движения в епархии стал Алексеевский Акатов мужской монастырь в Воронеже. По оценкам историка Михаила Шкаровского, общая численность «буевского» (то есть ориентированного на епископа Алексия) духовенства доходила до 400 человек, движение охватило около 40 районов Центрально-Чернозёмной области. Вообще «буевцы» были наиболее радикальной и непримиримой частью иосифлян.
Будучи выслан из Воронежа, с 20 мая 1928 года проживал в Ельце Орловской губернии, возглавил все иосифлянские приходы на юге России и Украины, исполнял обязанности иосифлянского Экзарха Украины.

### Заключение в тюрьмах и лагерях
Нередко бывал в Москве, 7 марта 1929 года был арестован, во время обыска «вёл себя дерзко и вызывающе, всячески иронизировал над сотрудниками» ОГПУ. 17 мая 1929 года был приговорён Особым совещанием при коллегии ОГПУ к трём годам лишения свободы. Срок заключения отбывал в Соловецком лагере особого назначения, где участвовал в тайных богослужениях «иосифлян».
Находясь в лагере, сохранял высокий авторитет среди верующих епархии. Кроме того, власти опасались влияния сторонников епископа Алексия во время протестов крестьянства против коллективизации. В феврале 1930 года были арестованы 134 человека, обвинённые в участии в контрреволюционной церковно-монархической организации, которую якобы возглавлял владыка Алексий. Сам епископ был арестован на Соловках и этапирован в Воронеж. Отказался признавать себя виновным, однако некоторые проходившие по делу священнослужители дали признательные показания и подтвердили их в ходе очных ставок. После этого епископ Алексий частично признал свою вину.
28 июля 1930 года коллегией ОГПУ 12 человек по этому делу были приговорены к расстрелу, но согласно тому же постановлению исполнение приговора в отношении епископа Алексия отложено. В ночь на 2 августа 11 из них были расстреляны. 10 расстрелянных причислены на Архиерейском соборе Русской православной церкви 2000 года к лику святых: настоятель Алексеевского Акатова монастыря архимандрит Тихон (Кречков), иеромонах Георгий (Пожаров), иеромонах Косьма (Вязников), священник Александр Николаевич Архангельский, священник Сергей Дмитриевич Гортинский, священник Георгий Никитович Никитин, священник Иоанн Стеблин-Каменский, священник Феодор Михайлович Яковлев, крестьянин-единоличник Пётр Михайлович Вязников, крестьянин-единоличник Евфимий Никифорович Гребенщиков.
Двенадцатым приговорённым стал епископ Алексий. Однако в исполнение приговор в его отношении приведён не был, так как он оказался привлечён обвиняемым по новому делу «Всесоюзного центра „Истинное Православие“» и переведён в московскую тюрьму. 3 сентября 1931 года и по этому делу был приговорён к высшей мере наказания, заменённой при этом десятью годами лагерей. Дальнейшее заключение епископ Алексий отбывал в Свирском лагере и на Соловках.
4 января 1932 он написал письмо И. В. Сталину о сочувствии рабоче-крестьянской власти и с просьбой о помиловании, однако оно не имело никаких последствий.
19 декабря 1932 года епископ Алексий был арестован на Соловках и вновь отправлен в Воронеж, где было «обезврежено новое объединение буевцев». Теперь численность церковно-монархической организации усилиями чекистов выросла до тысячи человек, она якобы имела девять опорных пунктов и сорок ячеек. Организация носила теперь «повстанческий характер» и «готовила вооружённое выступление для свержения Советской власти».
25 декабря 1932 года епископ Алексий написал письмо с «покаянием»:

Благодаря своему воспитанию и окружавшей меня среде, я за время существования революции был враждебно к ней настроен и, естественно, проявил в своей деятельности таковую же враждебность и непримиримость к Советской власти, в чём я перед ней раскаиваюсь. Жизнь в исправительно-трудовых лагерях и постоянные размышления о взятой мною неправильной позиции привели меня к тому, что у меня изменились отношения к Советской власти и что я теперь, с нынешнего часа, решительно отметаю от себя всякую контрреволюционность и отмежевываюсь от всякой контрреволюции. Обещаюсь в будущем не проявлять никакой контрреволюционной деятельности.

В то же время, по данным одного из осведомителей, владыка в это время говорил, что «это раскаяние не от души, что всё написанное есть ложь, но да будет, мол, ложь во спасение».
12 марта 1933 года епископ Алексий был перевезён в Москву. Подписав угодные следствию протоколы о работе церковно-монархической организации и её составе, епископ Алексий избежал нового лагерного срока. Дело в отношении него 2 апреля того же года было прекращено. Возвращён на Соловки, где работал в деревополировочном цехе.
Осенью 1937 года епископ Алексий переведён на тюремный режим. 9 октября 1937 «тройкой» УНКВД по Ленинградской области приговорён к смертной казни. Расстрелян 3 ноября 1937 в урочище Сандормох близ города Медвежьегорска в Карелии.

## Память
Имя епископа Алексия было внесено в черновой список поимённый новомучеников исповедников российских при подготовке канонизации, совершённой РПЦЗ в 1981 году. Однако список новомучеников с включением в него имени епископа Алексия был издан только в конце 1990-х годов.